# Агасински, Сильвиана
Сильвиана Агасински (фр. Sylviane Agacinski; род. 4 мая 1945, Над) — французский философ, член Французской академии с 2023 года.

## Биография
Родилась 4 мая 1945 года, дочь инженера Анри Агасински и сотрудницы торговой компании Раймонды Лежён, сестра актрисы Софи Агасински. Изучала философию в Лионском университете.
Прослушала в университете курс Жиля Делёза, вместе с Жаком Деррида участвовала в учреждении и управлении Международным философским колледжем.
Наиболее известна своей монографией Politique des sexes (Половая политика), в которой трактовала о различиях полов и призывала к «новому феминизму». Тем не менее, за время своей научной активности вызвала полемику среди левых единомышленников ввиду враждебного отношения Агасински к искусственному оплодотворению (PMA) для всех женщин и суррогатному материнству (GPA).
1 июня 2023 года избрана во Французскую академию, получив 13 голосов из 23 и заняв кресло 19, остававшееся вакантным после смерти Жан-Лу Дабади.

## Личная жизнь
Поддерживала близкие отношения с философом Жаком Деррида, в 1984 году у них родился сын, которого Агасински воспитывала одна. В 1994 году вышла замуж за Лионеля Жоспена — видного социалиста, ставшего впоследствии премьер-министром Франции. С будущим мужем они познакомились 11 годами ранее на свадьбе сестры.

## Книги
- Aparté. Conceptions et morts de Søren Kierkegaard, Aubier, 1978 / Translated with an Introduction by Kevin Newmark: Aparté, Conceptions and deaths of Sören Kierkegaard, University Presses of Florida, 1988. /
- Critique de l'égocentrisme. La question de l’Autre, Galilée, 1994
- Volume. Philosophie et politique de l’architecture, Galilée, 1996
- Politique des sexes. Mixité et parité, Seuil, La Librairie du XXe siècle, 1998./ coll. Points, Essais, 2002. / Translated by Lisa Walsh: Parity of the sexes, Columbia University Press,New York, 2001.
- Le Passeur de temps. Modernité et nostalgie, Seuil, La Librairie du XXe siècle, 2000/ Translated by Jody Gladding: Time Passing, Modernity and Nostalgia, Columbia University Press, 2003.
- Journal interrompu, 25 janvier-25 mai 2002, Seuil, 2002
- Métaphysique des sexes. Masculin/féminin aux sources du christianisme, éd. Le Seuil, 2005. Coll. Points, Essais, Seuil, 2007 (ISBN 2-7578-0288-7)
- Engagements, Seuil, 2007
- Drame des sexes. Ibsen, Strindberg, Bergman, Seuil, coll. Librairie du XXIe siècle, 2008
- Corps en miettes, éd. Flammarion, 2009.
- Femmes entre sexe et genre, Seuil, 2012.
- Le tiers-corps : Réflexions sur le don d’organes, Paris, Seuil, 2018, 240 p. (ISBN 978-2-02-139359-0)15.
- L’homme désincarné. Du corps charnel au corps fabriqué, Gallimard, coll. Tracts, 2019. / Traduction italienne par Giorgia Visentin, L’uomo disincarnato, Neri Pozza Editore, Vicenza 2020.
- Face à une guerre sainte, Librairie du XXIe siècle, 2022.